# Hermen Rode

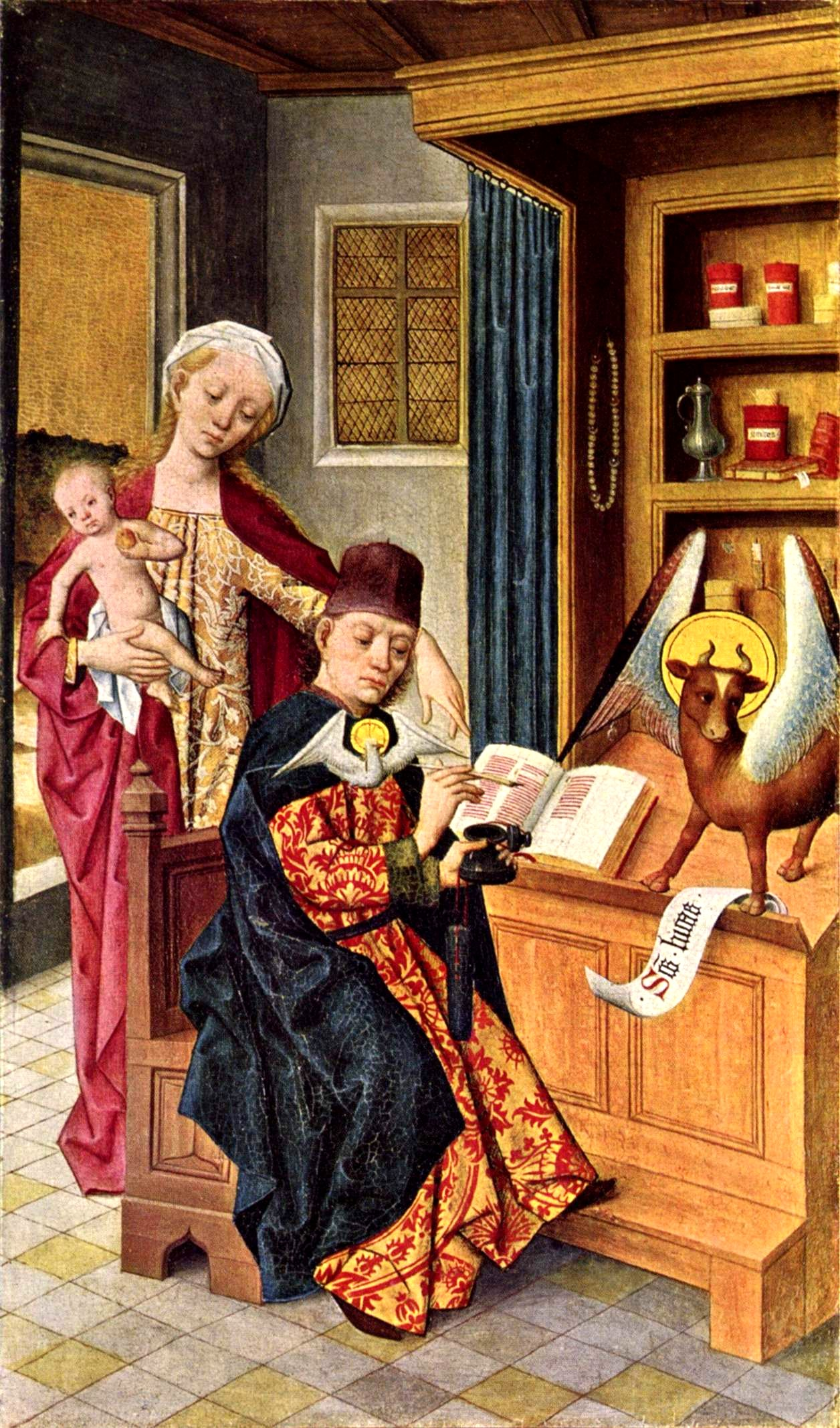
Altar de São Lucas, c. 1484

Hermen Rode (1465 - 1504) foi um pintor alemão.
Hermen Rode nasceu em Lübeck e foi um pintor do Gótico tardio. Foi tão importante quanto Bernt Notke. Rode pintou a primeira vista da cidade de Lübeck, com suas então oito torres, como pano de fundo de um altar, que foi entregue para a cidade de Tallinn em 1481.